# Морасан (департамент Сальвадора)
Морасан (исп. Morazán) — один из 14 департаментов Сальвадора. Находится в северо-восточной части страны. Граничит с департаментами Ла-Уньон, Сан-Мигель и государством Гондурас. Административный центр — город Сан-Франциско Готера. Площадь — 1447 км². Население — 174 406 чел. (2007). Губернатор — Мигель Ангэль Вентура, назначенный на должность в июле 2009 года.

## История

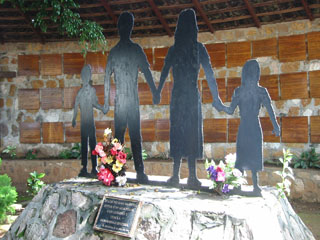
Мемориал жертвам резни в Эль-Мосоте

Образован в 1875 году. Первоначально назывался Готера по наименованию одноименного города Готеры, затем 14 марта 1877 года был переименован в честь видного политического и военного деятеля Центральной Америки — Франсиско Морасана.
Департамент был главной цитаделью партизанского движения во время гражданской войны 1979—1992 годов. Именно в нём имела место 11 декабря 1981 года резня в Эль-Мосоте, устроенная правительственными отрядами Атлакатль в ходе антипартизанской компании против повстанцев. Жертвами этой трагедии стали 2000 мирных жителей. Также в Морасане действовало другое элитное антипартизанское подразделение правительственных войск — батальон «Рональд Рейган».

## Муниципалитеты
1. Арамбала
2. Гуалококти
3. Гуатахиагуа
4. Делисиас-де-Консепсьон
5. Иолоаикин
6. Какаопера
7. Коринто
8. Лолотикильо
9. Меангуера
10. Осикала
11. Перкуин
12. Сан-Исидро
13. Сан-Карлос
14. Сан-Симон
15. Сан-Фернандо
16. Сан-Франциско Готера
17. Сенсембра
18. Сосьедад
19. Торола
20. Хоатека
21. Хокоаитике
22. Хокоро
23. Чиланга
24. Эль-Дивисадеро
25. Эль-Росарио
26. Ямабал

## Экономика
Департамент Морасан, вместе с Кабанас и Чалатенанго, является самым бедным департаментом страны. Как другие районы, которые были затронуты боевыми действиями в 1980-х годах, в настоящее время существует большое число семей живущих за счёт денежных перечислений, присылаемых родственниками, которые покинули родину в годы войны.
Основу экономики департамента составляет сельское хозяйство. На его территории культивируется сахарный тростник, кофе, авокадо, ананасы, лимоны, бананы и другие культуры. Важное значение имеет животноводство. В некоторых районах процветает кустарное производство предметов бытового обихода.

## Галерея

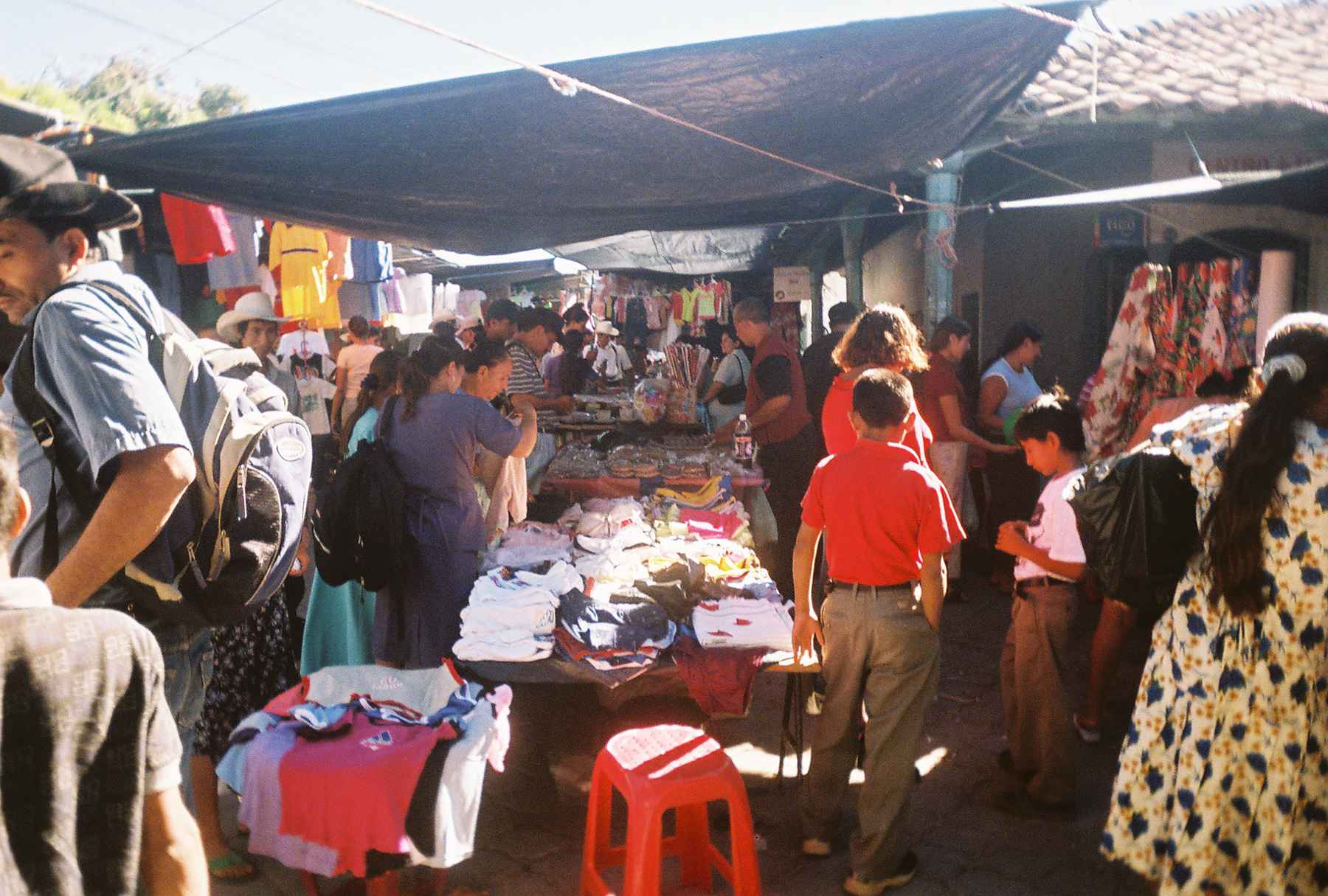
Рынок в Коринто
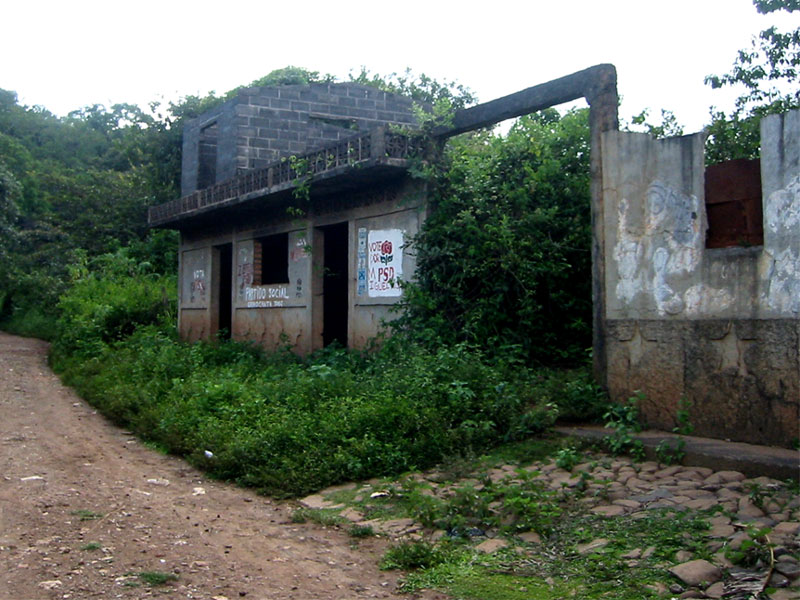
Руины в деревне Эль-Мозоте